# Іньякі Очоа де Ольза
Іньякі Очоа де Ольза (ісп. Iñaki Ochoa de Olzaн, нар. 29 травня 1967, Памплона; † 23 травня 2008, Аннапурна, Непал) — іспанський альпініст. Він стояв на головних вершинах 12 різних восьмитисячників і одній другорядній. Він двічі підіймався на Чо-Ойю. Усі свої сходження він здійснював без кисневої підтримки та з якомога меншою кількістю фіксованих мотузок.
Він був першим іспанцем, який піднявся на вершину 8000 метрів за 24 години.

## Сходження на вершини 8000 м
У 1995 році Очоа самостійно піднявся на середню вершину Шишабангма. Через рік він досяг головних вершин Гашербрум I і Гашербрум II. У 1997 році він вперше був на Брод Пік, але досяг лише передвершини разом зі своїм напарником по канату Карлосом Паунером. У 1999 році він піднявся на Лхоцзе соло. У 2002 році Очоа стояв на вершинах гори Еверест і Чо-Ойю. У 2003 році він вперше піднявся на Нанга-Парбат (разом з Герлінде Кальтенбруннер), потім на головну вершину Броуд-Пік, його останнього восьмитисячника в групі Гашербрум. У 2004 році він піднявся на три вершини-8000: Макалу, К2 і знову Чо-Ойю. У 2006 році Очоа досяг вершини Манаслу і головної вершини Шиша Пангма, на яку він піднявся соло протягом 13 годин, використовуючи новий варіант маршруту. У 2007 році він стояв на найвищій точці Дхаулагірі, яку досяг всього за 24 години.

## Смерть
Очоа загинув під час спроби піднятися на Аннапурну з південного боку. Після невдалої спроби піднятися на вершину він повернувся до свого четвертого високого табору на висоті близько 7400 м, де впав. Екстрений дзвінок від його румунського партнера Хоріа Колібашану надійшов до Улі Штек і Сімона Антаматтена, які також були на південній стіні Аннапурни і готували першу спробу сходження. Ще одна швидко зібрана міжнародна рятувальна команда, включно з деякими найкращими казахськими альпіністами (включно з Денисом Урубко), вирушила з ліками, але лише Штек зміг дістатися до Очоа через два дні. Зараз Хорія Колібасану страждав від проблем зі здоров'ям через тривале перебування на екстремальних висотах і мав спуститися якомога швидше. Однак будь-яка допомога прийшла для Очоа надто пізно. Він помер у присутності Штека.